# 長応院
長應院（ちょうおういん）は、東京都台東区蔵前にある浄土宗の寺院。

## 歴史
1602年（慶長7年）、称誉一山によって開山された。虚無僧の宿坊を改装して寺を創建したのが当寺の起源である。
当寺の本尊である阿弥陀如来は、定朝の作といわれている。
当寺では「芸術文化と宗教」をキーワードとして活動している。2006年（平成18年）に瞑想ギャラリー「空蓮房」を開設している。収容スペースは一人のみなので、予約制となっている。

## 文化財
- 石造宝篋印塔（台東区有形文化財 平成4年度登載）[4]

## 交通アクセス
- 蔵前駅より徒歩3分（経路案内）。